# Conseil stratégique pour l'attractivité
Le Conseil stratégique pour l’attractivité, abrégé CSA, est un organe consultatif de Monaco, créé en 2011, par le Gouvernement princier. Placé sous la présidence du ministre d’État, il réunit des représentants du secteur public et privé dans le but de formuler des recommandations visant à renforcer l’attractivité économique et la compétitivité de la Principauté.

## Histoire
Le Conseil stratégique pour l’attractivité est créé par ordonnance souveraine du 25 mai 2011. 

## Objectifs
Comme le dispose l'article 3 de l'ordonnance du 25 mai 2011 :

« Le Conseil stratégique pour l'attractivité contribue à la réflexion sur les questions liées au développement économique de la Principauté et à la prospective.
Il met en place, en liaison avec l'Institut monégasque de la statistique (IMSEE), des outils de prospective et d'analyse utiles au diagnostic et aux prévisions nécessaires ainsi qu'à la compréhension des déterminants des comportements des agents économiques.
À cette fin, il élabore des documents de politique générale recelant notamment toutes propositions ou suggestions quant à l'attractivité de l'économie monégasque, à l'augmentation des recettes de l'État, à la maîtrise des dépenses publiques ainsi que leurs orientations stratégiques. »

Lors d'une séance publique du Conseil national, le 16 décembre 2014, le parlementaire Philippe Clerissi notait que « [...] le Conseil stratégique pour l’attractivité, qui a été créé il y a quatre ans, est un organe consultatif et il est amené à réfléchir sur l’avenir de Monaco, ou sur tout un tas de projets qui peuvent intéresser évidemment les Monégasques. Il est là pour donner et apporter quelques idées et ensuite c’est à nous [conseillers nationaux] de les mettre en pratique. On peut voir le verre à moitié plein ou le verre à moitié vide, si on voit le verre à moitié vide on peut critiquer le Conseil Stratégique pour l’Attractivité en se disant que c’est un camp à un contrepouvoir mais alors que dire de l’observatoire du commerce, c’est encore un autre. Il faut s’en servir pour ce qu’il est. »

## Composition

### Membres
Comme le dispose l'article 2 de cette même ordonnance du 25 mai 2011, dans sa version consolidée du 22 décembre 2023, le Conseil stratégique pour l'attractivité est présidé par le ministre d'État ou son représentant.
Il comprend en outre :
- le conseiller de gouvernement-ministre des Finances et de l'Économie, ou son représentant ;
- le conseiller de gouvernement-ministre de l'Équipement, de l'Environnement et de l'Urbanisme, ou son représentant ;
- le conseiller de gouvernement-ministre de l'Intérieur, ou son représentant ;
- le conseiller de gouvernement-ministre des Affaires Sociales et de la Santé, ou son représentant ;
- le conseiller de gouvernement-ministre des Relations Extérieures et de la Coopération, ou son représentant ;
- le Maire, ou son représentant ;
- deux conseillers nationaux ;
- le président du Conseil économique social, et environnemental, ou son représentant ;
- le président du Monaco Economic Board, ou son représentant ;
- le président de la Jeune Chambre économique de Monaco, ou son représentant ;
- le président de l'Association des consuls honoraires de Monaco, ou son représentant ;
- le président de l'Association monégasque des activités financières, ou son représentant ;
- le président de l'Ordre des experts comptables, ou son représentant ;
- le président de la Chambre immobilière monégasque, ou son représentant ;
- le bâtonnier de l'Ordre des avocats, ou son représentant ;
- le président de la Fédération des entreprises monégasques, ou son représentant ;
- le président de l'Union des commerçants et artisans de Monaco, ou son représentant ;
- le président de l'Association des industries hôtelières monégasques, ou son représentant ;
- le président de l'Ordre des architectes, ou son représentant ;
- le directeur général de l'Institut océanographique, ou son représentant ;
- le directeur général du Yacht Club de Monaco, ou son représentant ;
- le directeur du centre hospitalier Princesse-Grace, ou son représentant ;
- le président de la Chambre patronale du bâtiment, ou son représentant ;
- le président de la Société d'exploitation des ports de Monaco, ou son représentant ;
- le directeur de l'Université internationale de Monaco, ou son représentant ;
- le directeur du Monaco Yacht Show, ou son représentant ;
- le président de l'École internationale de Monaco, ou son représentant ;
- le vice-président de la Fondation Prince-Albert-II-de-Monaco, ou son représentant ;
- un directeur de la Société des bains de mer de Monaco ;
- des personnalités qualifiées choisies à raison de leurs compétences en matière économique et nommées par ordonnance souveraine pour une durée de trois ans, éventuellement renouvelable.

Le secrétaire général du Conseil Stratégique pour l'Attractivité est également nommé par ordonnance souveraine.

### Commissions
Pour les années 2014-2015 et 2015-2016, le CSA est au moins composé de cinq commissions :
- la commission Finances ;
- la commission Immobilier ;
- la commission Destination Monaco ;
- la commission Qualité de vie ;
- la commission Monaco, capitale du yachting[5],[6].